# Ligação glicosídica
Em química, a ligação glicosídica é uma ligação covalente resultante da reação de condensação entre uma molécula de um carboidrato com um álcool, que pode ser outro carboidrato.
Especificamente, o que ocorre é combinação da hidroxila de um carbono anomérico (Carbono ligado ao oxigênio central e a uma hidroxila livre) de um monossacarídeo ( grupo hemiacetal) com a hidroxila de um álcool ou com a hidroxila de qualquer carbono de outro monossacarídeo, produzindo água. As valências livres de ambas as moléculas se unem produzindo a ligação glicosídica (-O-).